# Kunstbygningen Filosoffen
Kunstbygningen Filosoffen er et kunst- og kultursted i Odense, som udover udstillingslokaler og café, også indeholder billetsalget til Odense Aafart.
Bygningen ligger ved Munke Mose lige ud til Odense Å og har efter ombygning i 2014 også en åben forplads med udeservering.
I 1982 blev bygningen overdraget til Odense Kommune.

## Bygningen
Den første udstillingsbygning på stedet blev bygget i 1933 af foreningen Fynske Kunstnere. Bygningen blev finansieret via midler fra fonde, mens grunden blev stillet til rådighed af Odense Kommune.
I 1989 blev der udskrevet en arkitektkonkurrence om at bygge ny kunstbygning. Konkurrencen blev vundet at arkitekt Hanne Kjærholm og bygningen stod klar til indvielse i 1994. I 2014 blev bygningen udbygget og udvidet efter arkitektforslag af Erik Brandt Dam.
Byggerieret og udvidelse blev i 1995 og 2015 præmieret af Odense Kommune for godt og smukt nybyggeri.